# Jacob Katz
Jacob Katz (auch Jakob Katz, hebr. יעקב כ"ץ Ya’aqov Kaṣ; geboren 15. November 1904 in Magyargencs, Österreich-Ungarn; gestorben 20. Mai 1998 in Jerusalem) war ein aus Ungarn stammender israelischer Sozialhistoriker, dessen Arbeitsschwerpunkt die Sozialgeschichte des europäischen Judentums war.

## Leben
Katz wurde in eine orthodoxe Familie in einem kleinen Dorf im Westen Ungarns geboren. Nach einer Ausbildung zum Rabbiner studierte er an der Universität Frankfurt Soziologie zunächst bei Karl Mannheim und Norbert Elias, die nach der Machtergreifung 1933 nach Großbritannien emigrierten. Katz schloss daraufhin 1934 sein Studium beim Sozialhistoriker Georg Küntzel mit einer Arbeit über die Assimilation des deutschen Judentums ab.
Nach Ende seines Studiums emigrierte Katz ebenfalls und gelangte nach einem Jahr in Großbritannien 1935 nach Palästina und wurde Lehrer. Nach der Gründung des Staates Israel 1948 erhielt er eine Position an der Hebräischen Universität von Jerusalem, wo er bis zu seiner Emeritierung 1974 Professor und von 1969 bis 1972 Rektor war. 1962/63 hatte er an der Harvard-Universität in den USA eine Gastprofessur und 1976/77 eine solche am Institut für Jüdisch-Christliche Forschung (IJCF) in Luzern. 1974 wurde er in die American Academy of Arts and Sciences gewählt.
Katz’ publizistisches Werk ist von zwei zentralen Themen bestimmt: die Beziehungen zwischen Juden und Nichtjuden sowie die Konfrontation zwischen orthodoxen und liberalen bzw. assimilatorischen Strömungen innerhalb des Judentums. Sein Hauptwerk From Prejudice to Destruction: Anti-Semitism, 1700–1933 (Vom Vorurteil bis zur Vernichtung) beleuchtet die kulturhistorische Entwicklung der europäischen Judenfeindlichkeit vom christlich geprägten Antijudaismus über judenfeindliche Facetten der Aufklärung bis hin zum rassistischen Antisemitismus des 20. Jahrhunderts, wobei er Parallelen und Unterschiede der jeweiligen Epochen aufzeigt.

## Schriften (Auswahl)
- Jews and Freemasons in Europe 1723–1939. Harvard University Press, Cambridge, Massachusetts, 1970, ISBN 0-674-47480-5
- Zur Assimilation und Emanzipation der Juden. Ausgewählte Schriften. WBG, Darmstadt 1982, ISBN 3-534-08428-4
- Ka.s, Yaaqov  (d. i. Jacob Katz): Richard Wagner, Vorbote des Antisemitismus. Hg. Leo Baeck Institut. Jüdischer Verlag Athenäum, Königstein/Ts. 1985, ISBN 3-7610-8374-2 (franz.: Wagner et la question juive). Übers. Pierre Rusch. Hachette, Paris 1986, Reihe: La force des idées ISBN 2-01-011653-4 -- engl.: The darker side of genius, Richard Wagner's antisemitism. Brandeis University Press by University Press of New England, Hanover, NH 1986. Reihe: The Tauber Institute for the Study of European Jewry series, Bd. 5. Mit Index. ISBN 0-87451-368-5
- Aus dem Ghetto in die bürgerliche Gesellschaft. Jüdische Emanzipation von 1770–1870. Übers. Wolfgang Lotz. Jüdischer Verlag bei Athenäum, Bodenheim 1986 ISBN 3-7610-0394-3 Athenäum TB 1988: ISBN 3-610-04713-5
- Vom Vorurteil bis zur Vernichtung. Der Antisemitismus 1700–1933. Übers. Ulrike Berger. Beck, München 1990 ISBN 3-406-33555-1 Union, Berlin 1990 ISBN 3-372-00379-9
- Zwischen Messianismus und Zionismus. Zur jüdischen Sozialgeschichte. Jüdischer Verlag, Frankfurt 1993 ISBN 3-633-54075-X
- Hg., mit Karl H. Rengstorf: Begegnung von Deutschen und Juden in der Geistesgeschichte des 18. Jahrhunderts. Niemeyer, Tübingen 1994 ISBN 3-484-17510-9
- Die Hep-Hep-Verfolgungen des Jahres 1819. Metropol, Berlin 1994 ISBN 3-926893-17-6
- With My Own Eyes. The Autobiography of an Historian. Brandeis University Press, Hanover ISBN 0-87451-639-0
- Tradition und Krise. Der Weg der jüdischen Gesellschaft in die Moderne. Beck, München 2002 ISBN 3-406-49518-4 (hebr. zuerst 1958) Veröffentlichung der Abteilung für Jüdische Geschichte und Kultur an der Ludwig-Maximilians-Universität München. Übers. Christian Wiese. Vorwort Michael Brenner (Reihe: Beck Kulturwissenschaft)
- Kaṣ, Yaaqov: haq- Qera sel-lô mit'aḥā : perîsat hā-ôrtôdôqsîm mik-kelal haq-qehîllôt be-Hûngaryā û-ve-Germanyā (The unhealed breach). Verlag Merkaz Zalman Sāzār le-Tôledôt Yi´srā'ēl,  Yerûsālayim 1995 (In hebr. Schrift). - Über Orthodoxie und Zionismus in Ungarn, ISBN 965-227-094-6